# Botanophila bidens
Botanophila bidens är en tvåvingeart som först beskrevs av Ringdahl 1933.  Botanophila bidens ingår i släktet Botanophila och familjen blomsterflugor. Arten är reproducerande i Sverige. Inga underarter finns listade i Catalogue of Life.